# Текслајн (Тексас)
Текслајн (енгл. Texline) град је у америчкој савезној држави Тексас. По попису становништва из 2010. у њему је живело 507 становника.

## Демографија
Према попису становништва из 2010. у граду је живело 507 становника, што је 4 (0,8%) становника мање него 2000. године.
| Група             | 2000.       | 2010.       |
| Белци             | 366 (71,6%) | 303 (59,8%) |
| Афроамериканци    | 0 (0,0%)    | 0 (0,0%)    |
| Азијати           | 0 (0,0%)    | 0 (0,0%)    |
| Хиспаноамериканци | 137 (26,8%) | 180 (35,5%) |
| Укупно            | 511         | 507         |